# Hjørring

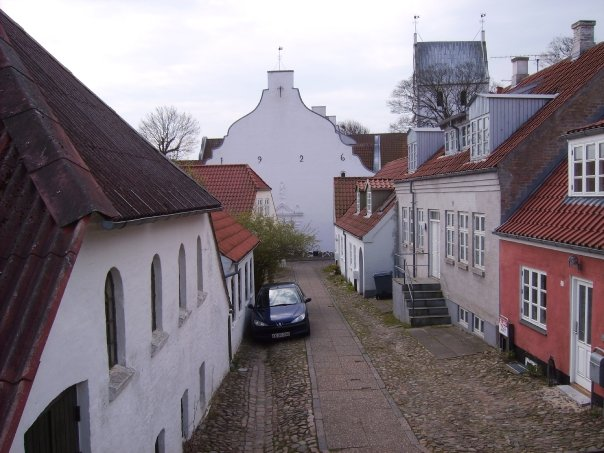
Store Kirkestræde mit Katharinenkirche von Norden

Hjørring [ˈjøʀeŋ] ist eine dänische Stadt in der Region Nordjylland. Sie bildet das Zentrum der am 1. Januar 2007 gebildeten Hjørring Kommune.

## Geschichte
König Erik IV. verlieh Hjørring 1243 das Stadtrecht. Von der Bedeutung der Stadt für die Geistlichkeit legen drei Kirchen aus romanischer Zeit Zeugnis ab; einflussreiche Bürger errichteten ein Gildehaus.
Bis zum 1. April 1970 war die Stadt Amtssitz von Hjørring Amt, dann wurde die Hjørring Kommune (1970–2006) gebildet. Zum 750-jährigen Stadtjubiläum 1993 erfolgte eine umfangreiche Stadterneuerung. Dabei wurden zahlreiche Skulpturen dänischer Künstler aufgestellt.
Entwicklung der Einwohnerzahl der Stadt Hjørring (1. Januar):
- 1981 – 23.669
- 1986 – 23.813
- 1990 – 24.045
- 1996 – 24.729
- 1999 – 24.974
- 2000 – 24.829
- 2003 – 24.724
- 2004 – 24.789
- 2006 – 24.813
- 2007 – 24.729
- 2008 – 24.815
- 2009 – 24.963
- 2010 – 24.892
- 2020 – 25.780

## Kultur und Sehenswürdigkeiten
- Die im Kern spätromanische Katharinenkirche wurde mehrfach ergänzt und barock überformt. Zuletzt wurde 1926 ein neues Kirchenschiff angefügt. Mit den Erweiterungen wurde der Chor von Osten nach Süden verlegt. 1829 erhielt die St.-Anna-Kapelle ihr klassizistisches Südportal. Auf dem Friedhof der „Børsen“ genannte Schalenstein.
- Eisenzeitliche Gräber (1. bis 4. Jahrhundert) auf dem Hauptfriedhof
- Sankt Hans Kirke: In der Johanniskirche zeigen Wandmalereien (um 1350) Christophorus mit dem Jesuskind. Altar und Kanzel aus dem frühen 17. Jahrhundert.
- Vendsyssel Historiske Museum: Historisches Regionalmuseum für Vendsyssel (Steinzeit bis Gegenwart)
- Vendsyssel Kunstmuseum: Kunst des 19. und 20. Jahrhunderts und Gegenwartskunst aus Nordjütland

Kirchen in Hjørring
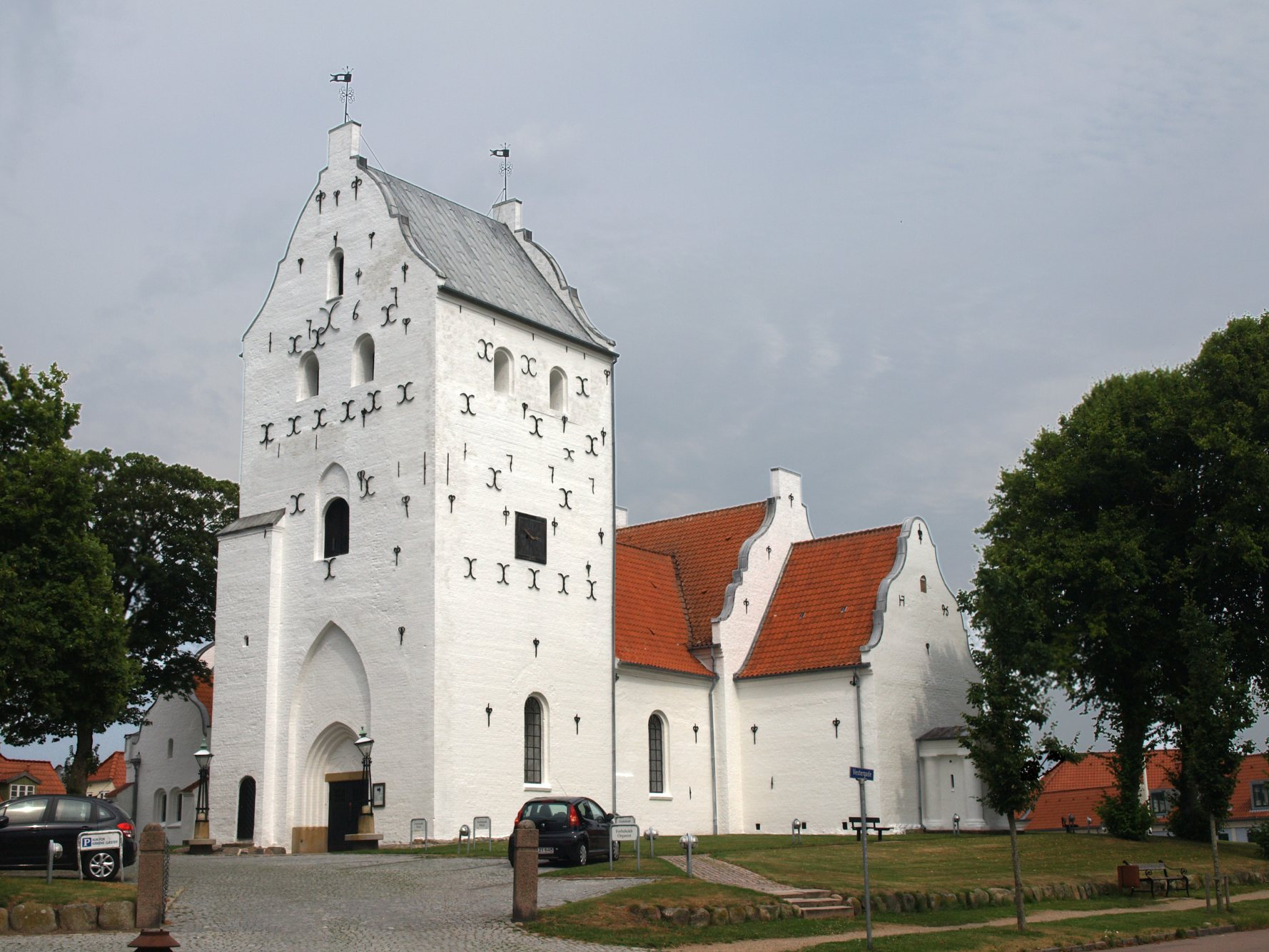
St. Katharinen-Kirche
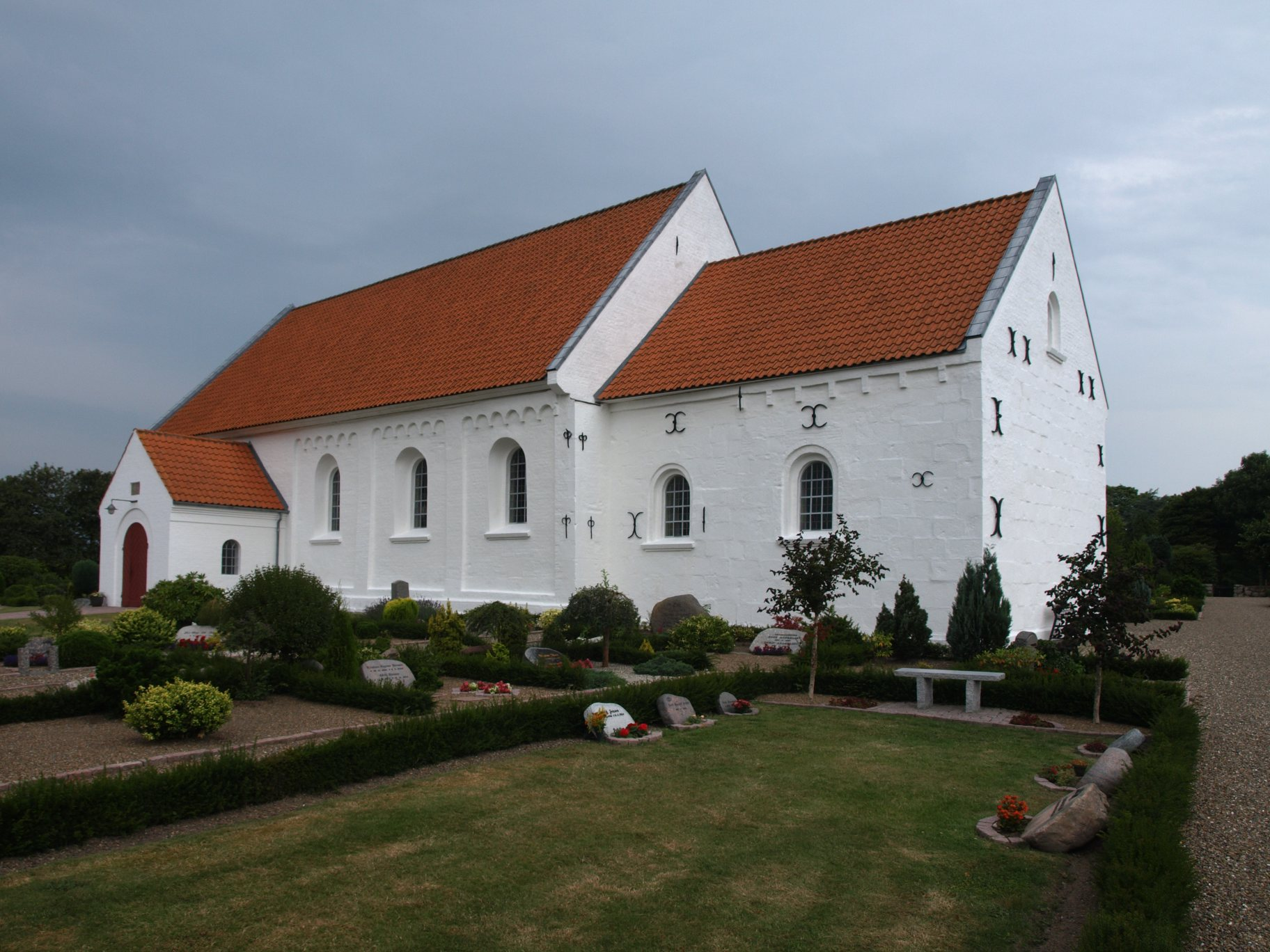
St. Hans-Kirche
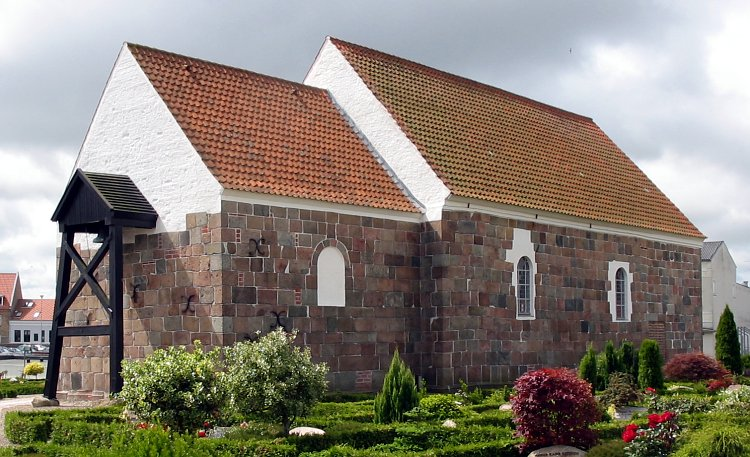
St. Olai-Kirche

## Verkehr

### Straßenverkehr
Hjørring liegt an der Autobahn E39, die den Hafen in Hirtshals mit Aalborg verbindet, sowie an der Primærrute 35, die von Hjørring nach Frederikshavn führt, und der Primærrute 55, die von Aalborg nach Hirtshals führt.

### Schienenverkehr

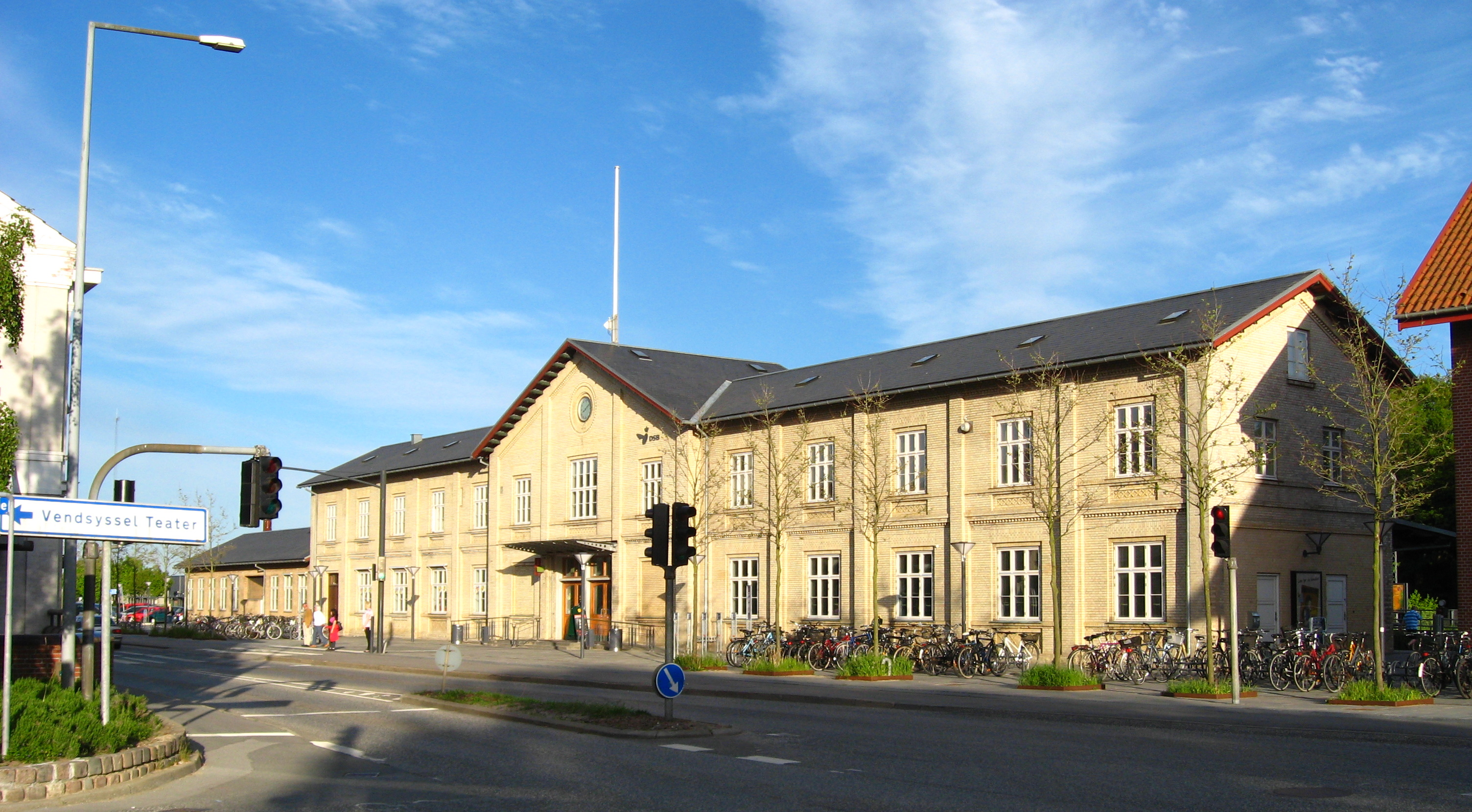
Bahnhof Hjørring

Der Bahnhof Hjørring liegt an der Bahnstrecke Frederikshavn–Aalborg, von der in Hjørring die Nebenbahn nach Hirtshals abzweigt. Beide Strecken werden im Reisezugverkehr vom regionalen Schienennahverkehrsunternehmen Nordjyske Jernbaner betrieben.

## Söhne und Töchter der Stadt
- Aksel Mikkelsen (1849–1929), Handwerkspädagoge und Schriftsteller
- Ellen Osiier (1890–1962), Fechterin
- Knuth Becker (1891–1974), Autor
- Hanne Kjærholm (1930–2009), Architektin
- Cathy Kietzer (* 1943), Kommunalpolitikerin
- Eigil Nielsen (1948–2019), Fußballspieler
- Morten Stig Christensen (1958–2024), Handballspieler
- Mogens Krogh (* 1963), Fußballspieler
- Ann Eleonora Jørgensen (* 1965), Schauspielerin
- Claus Michael Møller (* 1968), Radrennfahrer
- Nukâka Coster-Waldau (* 1971), grönländische Schauspielerin
- Anne Søndergaard (* 1973), Badmintonspielerin
- Christina Egelund (* 1977), Politikerin
- Malene Sølvsten (1977–2024), Autorin
- Henrik Hecklen (* 1990), Pokerspieler
- Victor Svendsen (* 1995), Badmintonspieler
- Jannik Pohl (* 1996), Fußballspieler
- Mikkel Kaufmann (* 2001), Fußballspieler

## Städtepartnerschaften
Hjørring listet fünf Partnerstädte auf:
| Stadt                     | Land             |
| ------------------------- | ---------------- |
| Kerava                    | Finnland         |
| Kristiansand              | Norwegen         |
| Reykjanesbær              | Island           |
| Runavík                   | Färöer, Dänemark |
| Trollhättan               | Schweden         |
| Werder (Havel), seit 1993 | Deutschland      |